# جون بيكر (ضابط البحرية الملكية)
كان جون بيكر (بالإنجليزية: John Baker)‏ (1660 - 10 نوفمبر 1716) ضابطًا في البحرية الملكية والسياسي الذي جلس في مجلس العموم بين 1713 و 1716. ارتقى إلى رتبة نائب أميرال بعد الخدمة في حرب التسع سنوات وحرب الخلافة الإسبانية .

## السيرة الشخصية
تم تعيين بيكر ملازمًا من قبل جورج ليج، أول بارون دارتموث في 14 نوفمبر 1688 ؛ في 12 أكتوبر 1691 .
عاد بيكر إلى إنجلترا مع السرب الذي فقد الكثير من السفن في كارثة سيلي البحرية في 22 أكتوبر 1707 ، مما أدى إلى وفاة ما يقرب من 2000 رجل والأدميرال السير كلاودسلي شوفيل، وبعد وصولهم إلى نور ، تم أمرهم لتجديد وإبقاء الرجال على متن السفينة بهدف إرسالهم إلى سفن أخرى.
بيكر كان يعتقد أن قضيتهم كانت صعبة، وأنه يجب السماح لهم بالعودة إلى منازلهم. وكتب في 3 نوفمبر: «معظمهم كانوا معي في هذه السفينة منذ ما يقرب من ست سنوات، وتبعني الكثير من سفينة إلى سفينة لعدة سنوات». لا يبدو أن أي رد جاء من الطلب، والذي اعتبرته الأميرالية قليلاً من المودلين والعاطفة السخيفة.
في 26 يناير 1708 ، تمت ترقية بيكر ليكون أميرالًا خلفيا، في المركز الثاني تحت قيادة السير جورج بينج على ساحل اسكتلندا .
في 12 نوفمبر 1709 ، تم ترقيته ليصبح نائب أميرال، ورفع علمه في منطقة البحر الأبيض المتوسط تحت حكم السير جون نوريس وبعد ذلك السير جون جينينغز .
في نهاية عام 1711 ، فصل جينينغز بيكر إلى لشبونة وجزر الأزور ، لحماية التجارة البرتغالية، والهند الشرقية، والبرازيل ، وخاصة من رينيه دوجواي-تروين وجاك كاسارد .
خلال رحلة بحرية من لشبونة في فبراير 1712 ، قاد سفينة إسبانية كبيرة إلى الشاطئ بالقرب من كيب سانت ماري، لكن الطقس كان قاسياً، وقبل أن يتمكن من الاقتراب، تم تدميرها من قبل البرتغاليين.
بعد ذلك، استولى على سفينة فرنسية غنية محملة الى مارتينيك ، وعاد إلى لشبونة في بداية مارس.
عاد بيكر إلى إنجلترا في سلام، وتم انتخابه نائبا عن وايماوث وميلكومب ريجيس في الانتخابات العامة عام 1713 ، ولكن تم عزله في عريضة في 3 يونيو 1714.
أعيد انتخابه في 1715 الانتخابات العامة لكنه توفي في العام التالي .
بعد فترة وجيزة من انضمام جورج الأول في أغسطس 1714 ، تم إرسال بيكر مرة أخرى كقائد عام لأسطول البحر الأبيض المتوسط  للتفاوض مع أو تقييد القراصنة في شمال أفريقيا ، وأبرم معاهدة مع طرابلس وتونس، وأوقع عقوبة على بعض طرادات سالي . كان الأميرال تشارلز كورنوال قد ارتاح لتوه، عندما توفي في بورت ماهون في 10 نوفمبر 1716.
تم دفن بيكر في دير وستمنستر ، حيث نصب نصب تذكاري لذكراه، على الرغم من أنه ليس أحد الأسماء التاريخية العظيمة للبحرية، فقد كان، على حد قول مرثته، `` شجاعًا وحكيمًا وخبيرًا، وصديق مخلص، ومحب حقيقي لبلده.
ابن أخته، هرقل بيكر، قبطان في البحرية، وكان يخدم في البحر الأبيض المتوسط في وقت وفاة نائب الأميرال، أصبح، في عام 1736 ، أمين صندوق مستشفى غرينتش، وتولى هذا المنصب حتى وفاته في عام 1744.